# Pictische oorlog van Stilicho
De Pictische oorlog van Stilicho is een naam die wordt gegeven aan een reeks gevechten in Britannia rond 398 na Christus. De strijd woedde tussen het Romeinse leger onder leiding van Stilicho en de Picten. 
Over dit conflict is niet veel bekend, hoewel de antieke schrijver Claudianus (370-404) er wel over heeft geschreven. Een andere bron is De Excidio et Conquestu Britanniae van Gildas uit de zesde eeuw. De oorlog eindigde in een Romeinse overwinning.

## Verloop van de oorlog
Aangenomen wordt dat Britannia na de veldtocht van Theodosius in 368 na een relatief rustige periode heeft gekend. Deze vrede eindigde toen de Picten het noordelijke grensgebied van Britannia opnieuw aanvielen en onveilig maakten met plundertochten. Gelijktijdig ondervond het oostelijk en zuidelijk kustgebied hinder van Saksische invallers en viel in het oosten Schotten binnen. Het expeditieleger dat door Stilicho uitgerust werd om een einde te maken aan deze aanvallen bestond naar alle waarschijnlijkheid uit de Gallische veteranen die eerder met succes optraden tegen de Afrikaanse opstand van Gildon. Onzeker is of Stilicho dit expeditieleger zelf aanvoerde of opdracht hiertoe gaf. Niettemin zijn er aanknopingspunten die onderbouwen dat het eerste het geval was. De uitkomst van de oorlog was duidelijk, na een reeks schermutselingen waren de Picten verslagen. Hetzelfde lot ondervonden de Saksen en Schotten. In 400 lijkt Stilicho reparaties aan de Muur van Hadrianus te hebben laten uitvoeren met geld dat tijdens de Afrikaanse campagne was ingezameld. Archeologisch bewijs dat aantoont dat deze oorlog heeft plaatsgehad ontbreekt.

## Nasleep
De oorlog van Stilicho is het laatste grote wapenfeit van de Romeinen in Britannia. In 401 was Stilicho druk bezig met voorbereidingen voor een nieuwe campagne tegen de Vandalen en Alanen ten noorden van het Alpengebied. Hij liet het Gallische legioen uit Britannia overkomen om aan te sluiten bij zijn hoofdmacht in Italië. De militaire aanwezigheid van de Romeinen in Britannia liep daardoor terug en zou de omstandigheid creëren die leidde tot de opstand van het Britse garnizoen in 407  toen Gallië overspoeld werd door de Germanen.